# 3195 Fedchenko
3195 Fedchenko este un asteroid din centura principală, descoperit pe 8 august 1978 de Nikolai Cernîh.